# Informationsverbund der Bundesverwaltung
Der Informationsverbund der Bundesverwaltung (IVBV) war eines der Regierungsnetze des Bundes zur Vernetzung der bundesweiten Verwaltung.
Eingerichtet wurde der Informationsverbund der Bundesverwaltung 2004 in Ergänzung zum Informationsverbund Berlin-Bonn (IVBB). Er ermöglichte den schnellen und sicheren Zugriff der Dienststellen der deutschen Behörden auf zentrale IT-Fachverfahren.
Betreiber des IVBV war der Deutsche Wetterdienst im Auftrag des Bundesministeriums des Innern unterstützt durch secunet und  Verizon. Nach den Enthüllungen des ehemaligen NSA-Mitarbeiters Edward Snowden wurde die Zusammenarbeit mit Verizon ohne Nennung von konkreten Ursachen beendet und stattdessen ein Vertrag mit T-Systems vereinbart.
Im Rahmen der Konsolidierung der bundesweit genutzten Netzwerke wurde der IVBV im Laufe des Jahres 2017 in den IVBB integriert. Dieser wurde durch die Netze des Bundes (NdB) abgelöst.